# Amazonspinther dalmata
Amazonspinther dalmata es una especie de peces de la familia Characidae en el orden de los Characiformes, es la única especie del género Amazonspinther.

## Morfología
Los machos pueden llegar alcanzar los 2 cm de longitud total.

## Hábitat
Vive en zonas de clima tropical. 

## Distribución geográfica
Se encuentran en Sudamérica: cuencas de los ríos Puru y Madeira en Brasil.